# Perenknopgalmug
De perenknopgalmug (Apiomyia bergenstammi) is een muggensoort uit de familie van de galmuggen (Cecidomyiidae). De wetenschappelijke naam van de soort is voor het eerst geldig gepubliceerd in 1882 door Wachtl.